# Varna (hinduisme)
Varna (en sànscrit वर्ण varṇa, literalment "cobertura", "abric", "color") és cadascuna de les quatre castes principals en què es divideix la societat hindú. Segons els antics texts hindús, especialment el Manusmriti, la societat humana es divideix en quatre "classes socials espirituals" (varnas), i la pertinença individual a cadascuna depèn del nivell de desenvolupament de l'ànima assolit a través de les diverses encarnacions. Més tard, a causa de les diverses interpretacions dels texts sagrats, aquesta classificació originalment espiritual va esdevenir un sistema social hereditari que va derivar vers l'actual sistema de castes de l'Índia. Aquest darrer reconeix moltes agrupacions socials que no són esmentades en les escriptures hindús i només accepta en teoria la necessitat de complir amb els deures prescrits. La política de castes és un tema controvertit a l'Índia contemporània.
Els quatre varnas són:
- els bramans, sacerdots i mestres, amb autoritat religiosa,
- els kxatriyes, guerrers i administradors, amb poder polític,
- els vaïxyes, comerciants i agricultors o pastors amb prosperitat econòmica,
- els xudres, servents o pagesos vassalls.

## Etimologia i orígens
Varna deriva de l'arrel vṛ i vol dir "cobrir, embolicar"; els significats derivats inclouen "abric, mantell, aparença externa, forma externa" i fins i tot "color", i més genèricament "classe, tipus, caràcter, qualitat". Tots aquests significats estan presents en l'ús del terme que se'n fa al Rigveda.
El significat de "tipus d'home", "tribu" que es troba al Rigveda es refereix a la divisió entre les tribus dels Rigveda i els Dasas. La primera aplicació de la divisió formal en quatre classes socials apareix en el Manu Smriti, un recull de lleis que data aproximadament d'entre el 200 AC i el 200 DC. La divisió del Manu Smriti té un precedent en el Purusha Sukta (himne 10.90.11-12 del Rigveda), el qual conté les classes dels: braman, rajanya (o kxatriya), vaixiya i xudra representades respectivament per la boca, els braços, les cuixes i els peus de Puruixa.
Les evidències d'aquesta quàdruple divisió de la societat que apareix al Rigveda s'han comparat amb sistemes similars, especialment en vista a una hipotètica reconstrucció de la societat protoindoeuropea. Aquesta comparació és la base de la hipòtesi de la trifuncionalitat formulada per Georges Dumézil. Dumézil postula una divisió bàsica de la societat en: el clergat (Bramans), els guerrers o nobles (Kshatriyas) i els plebeus (Vaishyas), augmentada per la classe de servents esclaus (Shudras).

## Els quatre varnas
Al Bhagavad-Gita (4.13) es fa referència al sistema de quatre varnas a:
cātur-varṇyaḿ mayā sṛṣṭaḿ guṇa-karma-vibhāgaśaḥ |
tasya kartāram api māḿ viddhy akartāram avyayam ||
«Els quatre ordres de la societat van ser creats per mi (Krixna), classificant-los d'acord amb els Prakriti (una mena d'energia) predominants en cadascun dels deures corresponents i en repartiment a ells, encara que l'autor d'aquesta creació, és a dir JO, el Senyor immortal, no sigui emprenedor.»
El sistema de varnas també és mencionat al Purusha sukta, en el qual es diu: «El Braman era la boca del Purusha, dels seus dos braços es van fer els Rajanya (o Kshatriya), les cuixes van ser els Vaishya, i dels seus dos peus van néixer els Shudra».
La posterior concepció del sistema de castes a l'Índia fa referència a la forma moderna de varnaixrama a la societat hindú. És similar al sistema tradicional, en el sentit que reconeix els quatre varnas tal com s'han descrit. Malgrat tot, el sistema modern de castes també inclou diverses subdivisions de cada varna, així com classes (com és el cas dels dalit, els intocables), que no són reconegudes a les escriptures del sistema varnaixrama.
- Els bramans formen el varna més elevat i es diu que han estat creats del rostre del Puruixa original. Com a mestres espirituals de la societat, els bramans gaudeixen del més elevat grau de respecte de les altres tres classes de la societat. Al Bhagavata Purana, Vixnu, la deïtat identificada com a Déu Suprem de les tradicions Vaixnava de l'hinduisme, diu que els bramans són els més estimats,[5] que gaudeix menjant a través de les boques dels bramans que li són devots,[6] i que els bramans són el seu cos.[7] Està captivat per aquells qui mostren respecte als bramans, fins i tot quan els bramans fan servir paraules dures, intentant pacificar-los amb el pensament que els bramans són el mateix Senyor.[8]
- Els kxatriyes són el segon varna més elevat, format per guerrers i administradors de la societat. El seu paper és il·lustrat en la descripció de l'origen a partir dels braços de Puruixa que es fa al Rigveda,[4] com a indicatiu d'una propensió vers l'acció. Lluny de ser un guerrer sense cervell o un mercenari, el Kshatriya era un lluitador que havia temperat les seves arts marcials amb l'educació a través de la lectura dels Vedes.
- Els vaïxyes són principalment mercaders, ramaders i artesans. Els deures d'un Vaishya són: el krsi (cultiu de grà), el goraksha (protecció de les vaques), el vanijyam (comerç), el vaisya karma (treball) i el svabhavajam (néixer de la seva pròpia naturalesa). Els vaïxyes eventualment es convertien en terratinents, prestataris i comerciants influents i sovint són considerats el responsables de l'evolució de les idees capitalistes a l'Índia.[9] Els vaïxyes, juntament amb els kxatriyes i els bramans, proclamaven ser de les castes de la teoria clàssica que havien "nascut dues vegades" (dvija). Històricament, han tingut un paper molt important en els afers indis, a banda del comerç. Els mercaders indis van ser ben considerats per la propagació que van fer de la cultura índia fins a regions tan llunyanes com el sud-est asiàtic.[10]
- Els xudres són el varna més baix, només els intocables es troben per sota en la tradició índia.

## Tradició hindú
El Purusha Sukta, com a part del Rigveda (10:90), fa referència als quatre varnas, malgrat que la paraula varna no es fa servir, descrits al Manu Smriti, a saber: Bramans, Kshatriyas, Vaishyas i Shudras. Són representats en el cos de l'home primordial o Purusha en el següent text: «Els Bramans eren la seva boca, dels seus dos braços en van sortir els Kshatriya. Les cuixes van esdevenir els Vaishya, els seus peus es van convertir en els Shudra.» (Rigveda 10.90.12). Aquest model és sovint citat en l'ordenació jeràrquica dels varnas, malgrat que per la mateixa raó el model alhora implica una independència i intercanviabilitat dels varnas. A més, una lectura d'aquest mantra en tot el context del Purusha Sukta, el qual també descriu el Purusha com a l'origen del sol (del seu ull), la lluna (de la seva ment), el cel (del seu cap), l'aire (del seu melic), cavalls, vaques, etc., ens condueix a la conclusió que tot el Sukta emfatitza que tot prové del Purusha original. Així doncs, la superioritat/inferioritat no sembla la idea principal del text.
Hi ha una història del Txandogya Upanixad (4.4.1-5) que parla d'un noi, de nom Satyakama, que volia presentar-se davant d'un guru per rebre instrucció espiritual, però no coneixia el seu gotra o llinatge familiar, el qual és generalment requerit abans de poder ser iniciat en la tradició vèdica. Quan el guru li va preguntar pel seu llinatge, Satyakama li va dir la veritat, que no el coneixia i que li havien ensenyat a referir-se a si mateix com a Satyakama Jabala o Satyakama fill de Jabala (la seva mare). El guru va quedar impressionat amb la seva honestedat i va concloure que, malgrat no conèixer el gotra del noi, Satyakama era un braman i que, per tant, podia rebre la iniciació. Alguns pensadors moderns hindús defensen que aquesta història menysprea la importància de l'herència en favor de la vàlua personal, atès que Satyakama havia estat acceptat com a braman sense cap prova d'haver-ne heretat l'estatus. Malgrat això, els filòsofs tradicionals com Sri Sankaratxarya defensen el punt de vista que el fet de dir la veritat era considerat pel guru com una prova del llinatge de braman del noi, la qual cosa, juntament amb el fet que el guru la hi demanés, implica que l'herència era un prerequisit per iniciar-se com a braman.
Al Bhagavad Gita(4:13), el déu hindú Krixna declara que la classe d'un individu no és deguda al seu naixement/herència. La classe d'un individu es basa en la capacitat de treball i la natura inherent a cada persona.
Molts savis i ioguis (practicants avançats de ioga) hindús al llarg dels segles han opinat sovint sobre l'herència de l'estatus social. Sri Chaitanya Mahaprabhu (segle xv), un poderós bhakti (corrent religiós de l'hinduisme) de Krixna, també va denunciar l'herència de l'estatus social. Va distribuir el mantra Hare Krixna per tota l'Índia, proclamant que era el Veritable camí cap al mokxa (o alliberació del cicle de reencarnacions, objectiu final de l'hinduisme).
Al segle xv, Kanakadasa (poeta, músic i compositor) també va denunciar l'herència de l'estatus social. Creia que la vida de cada ésser humà és divina, i només els ignorants porten injustícia contra els seus germans. Al segle xii, Basavanna es diu que va denunciar l'herència de l'estatus social i va tractar d'unificar totes la comunitats sota el língam (un símbol de Xiva).

### Dharma-xastra
El concepte de dharma està relacionat principalment amb el deures dels diferents varnas i els aixrames (els cicles de la vida). Els dharma-xastres són uns texts (com el Manu Smriti) que estableixen els deures dels individus i de les diferents castes durant les diferents etapes de la vida. Els van escriure els bramans per als bramans; la major part tracta dels deures d'aquests i la part que pertany als assumptes de la cort tracta dels kxatries en el seu paper de classe governant. Les seccions reservades als vaixiyes i als xudres són molt breus. De fet, al Manu Smriti, la secció destinada als xudres simplement diu que han de fer el que puguin per servir als bramans, i remarca que si ho fan bé es reencarnaran en una casta més elevada. Tot i que no se'ls permet recitar les fórmules rituals, han de fer tot el que puguin per a conèixer i posar en practica la Llei a través de la imitació dels bramans, sempre que no sigui per enveja.
El Manu Smriti sovint és citat en referència al sistema de varnes com un sistema de classes socials heretades. Malgrat tot, els hindús conservadors generalment indiquen que el Manu Smṛiti és un treball posterior que no forma part de les escriptures hindús, fet pel qual és de rellevància qüestionada. El discurs dels conservadors és denunciar que el Manu Smṛiti ha estat utilitzat pels colonialistes, polítics i sociòlegs britànics per denigrar als seguidors de l'hinduisme.
El Manu Smriti afirma que en el temps en què va ser escrit, la societat hindú incloïa una altra classe de persones sense posició en cap dels quatre varnes i, per tant, associats amb els treballs més baixos. Les classes més elevades, que havien de mantenir una puresa ritual i corporal, van arribar a considerar-los com a intocables. Les persones d'aquest cinquè varna són anomenats actualment dalits (els oprimits) o harijans (nom atorgat per Mohandas Gandhi). Són formalment coneguts com a "intocables" o "pàries". No obstant això, aquest últim afegit als estrats socials no forma part de l'hinduisme, ja que aquest només classifica les ocupacions en quatre categories.

### Casaments mixtes
Encara que els casaments mixtes entre nuvis Bramans i princeses Kshatriya era comú, en molts casos, els matrimonis entre prínceps Kshatriya i núvies Bramans eren vigilats. Un d'aquests casos és el casament de Yayati, un rei Kshatriya, amb Devayani, una filla del savi Shukracharya.
Quan es produeix un matrimoni mixt, una dona de classe diferent obtindrà la classe de l'home amb el qui s'hagi casat. Elles obtenen les característiques distintives dels seus marits com un riu que s'uneix amb un oceà. Malgrat això, les dones no perden del tot la seva classe original. Si hi ha dones de diferents classes, la seva supremacia es basa en les seves respectives classes i nombre.
Moviment entre Varnas
D'acord amb Yājñavalkya, els fills de classes mixtes poden, mitjançant matrimonis amb altres classes i la generació dels fills, obtenir aquesta classe. Per exemple, si una dona de la classe Sudra es casa amb un braman, i la seva filla de casta mixta es casa amb un braman i el procés continua, a la setena generació, els fills són considerats bramans purs. El nombre de generacions necessari perquè això succeeixi es redueix en una d'acord amb diferencia entre castes. Per tant, un Vaishya trigaria sis generacions a esdevenir Braman i un Kṣhatriya trigaria cinc. També pot succeir el contrari. Si un braman s'uneix a una Śudra, i el seu fill fa el mateix i el procés es repeteix durant set generacions, a la setena generació el fill esdevindrà Sudra pur.
Càstig
Una part del Manu Smriti tracta de certes ofenses i de com una determinada classe, ha de ser castigada per aquestes ofenses. Els càstigs poden variar enormement d'acord amb el varna que realitza l'ofensa. Per exemple, si un Sudra profereix un insult a un Braman, obté un càstig corporal. Si un Braman insulta un Sudra, només rep una multa de 12 unitats, això és a causa del fet que un braman no té cap professió i viu de les almoines que rep i, per tant, li seria molt difícil pagar la multa, la qual fins i tot és més severa que l'anterior. D'acord amb Narada (un savi diví que apareix en diversos escrits), si un Sudra insulta un rei, atès que el rei està compromès als seus deures, rebrà també un càstig corporal. Al Mani Smriti es diu que un Sudra és l'únic que ha de rebre càstigs corporals per insultar les castes dels nascuts dues vegades. Les altres classes simplement són multades, amb un import que es va incrementant en cada nivell de casta.
Per altra banda, en el Nāradasmṛti, els Kshatriyas, els Vaishyas i els Sudras són tots ells susceptibles de rebre càstigs corporals. Quan es produeixen actes criminals, els càstigs són aplicats uniformement als membres de cada casta. Els bramans, malgrat això, no poden rebre càstigs corporals. Bhava (un rei que va viure a les riberes de l'Indus) diu que això és a causa de la reverència deguda a la seva classe.

### Tasques determinades i temps d'adversitat
S'han fet molts esforços per assegurar-se que cada casta realitza unes tasques específicament relacionades amb la seva casta, si les condicions ho permeten. Si les castes es desvien de les seves activitats específiques, porten al món a la confusió. El Manu Smriti diu que quan un Vaishya vol criar animals, llavors cap altra casta ha de fer aquesta tasca. Si un Sudra desitja donar instrucció de les lleis als Bramans, és castigat corporalment. Als Sudras no se'ls permet fer-se rics. D'acord amb el Manu Smriti, si ho fan, estan assetjant als Bramans. L'activitat més gran que pot emprendre un Sudra és al servei dels Bramans. El Manu Smriti estableix, «…el Sudra va ser creat per l'Unic (que existeix per si mateix) únicament per ser esclau del Braman.»
Malgrat això, el Manu Smṛiti també preveu els temps d'adversitat, quan no sempre és possible sobreviure atès que les activitats de cadascun estan restringides pel sistema de castes. Tot i que els Bramans són instruïts per proporcionar als necessitats un mitjà de vida si és possible, no sempre es realitza a la pràctica. Si un Sudra no pot sobreviure al servei dels Bramans o dels altres nascuts dues vegades, aleshores es pot dedicar a l'artesania. Per contra, si un Vaishya no pot sobreviure complint amb el seu deure, pot recórrer a realitzar la feina d'un Sudra, però ha de deixar de fer aquesta feina tan aviat com li sigui possible. Un Vaishya o Kṣhatriya, malgrat això, no poden ser obligats a realitzar feines esclaves en contra de la seva voluntat.

### Els nascuts dues vegades
Els tres primers varnas són considerats com a nascuts dues vegades. Se'ls permet l'estudi del Veda. A l'Índia i el Nepal les subcomunitats dins del Varna són anomenades Jat o Jati (varna també es fa servir en comptes de Jat). Tradicionalment, a cada membre d'un Jati només se li permet casar-se amb membres del seu Jati. Els individus neixen en el seu Jati i generalment aquest no pot ser canviat, malgrat que hi va haver algunes excepcions recollides a les escriptures hindús. Per exemple, el savi Vishwamitra va néixer com a Kshatriya (la classe governant) i per mitjà d'una profunda meditació (tapas) va esdevenir un venerable rishi (sant) Braman. Un cop algú neix dins de certa sub-comunitat o Jati, ell o ella, generalment no pot canviar el seu Jati, malgrat que durant la vida, les bones accions poden permetre un membre d'un Jati de classe baixa ascendir a una classe més elevada i estudiar el Veda com a monjo Braman. Les activitats d'un Vaishya són aquelles relacionades amb el comerç, el conreu de la terra i la cria de bestiar, mentre que les d'un Kshatriya consisteixen a governar i defensar al poble, administrar justícia, i els deures generalment de la professió militar i del govern, i tots els exposats en el Dharma. Les dues castes comparteixen amb els Bramans els privilegis de llegir els Vedas. Als Bramans pertany el dret d'ensenyar i explicar els texts sagrats. Els Sudras van ser els serfs, i van realitzar les feines del camp. El Muluki Ain (un document de gran interès legal, cultural e històric del Nepal), va incorporar tot el grup ètnic del Nepal a la jerarquia social.

### Punt de vista Tàntric
El Tantra, que s'ha desenvolupat com una tradició diferent a l'hinduisme ortodox entre els segles VIII i XI, també ha suavitzat moltes restriccions socials amb relació a les classes i distincions de la comunitat. Malgrat això, seria un generalització exagerada dir que el Tantra va acabar amb totes les restriccions socials, tal com N. N. Bhattacharyya explica:
Per exemple, el Tantra d'acord amb la seva pròpia naturalesa no té res a veure amb el sistema de classes, però els últims tantres es pronuncien sobre els elements de les classes. Això és a causa del fet que encara que molts dels nostres mestres tàntrics coneguts no van ser bramans, així com tampoc pertanyien a les categories més baixes de la societat, gairebé tots els autors coneguts dels tractats tàntrics van ser bramans.

## Varna i Jati
Les paraules Varna (classificació general basada en les activitats) i Jati (casta), són dos conceptes diferents. Varna (del sànscrit, literalment acord) és generalment una unificació de totes les castes hindús o Jatis en quatre grups: Braman, Kshatriya, Vaishya i Shudra. De vegades també es fa servir aquesta unificació per referir-se a un dels diversos varnas (वर्ण संकर). Jati (comunitat) és un grup endogàmic. Generalment una sub-comunitat es divideix en grups exogàmics basats en els mateixos gotras (गोत्र). Els autors clàssics rarament parlen de res que no siguin els varnas. De vegades els indologistes (estudiosos de l'Índia) confonen els dos termes.
La majoria dels hindús podrien ser classificats dins d'un varna específic, però no tots. Sota el govern britànic, es van portar diversos casos a la justícia per resoldre el varna d'una subcomunitat. Per exemple, els grangers de vegades reben l'estatus de Kshatriya atès que molts cacics governants els poden haver ascendit. Per altra banda, alguns els classifiquen com a Vaishya, basant-se en la seva antiga ocupació com a artesans. Els bramans ortodoxos els poden classificar com a Shudras, atès que no tenen una tradició d'experimentar a través dels ritus cerimonials, que els convertiria en dvija (द्विज - dvija és un terme per referir-se als tres varnas més elevats: Braman, [Kshatriya i Vaishya).

## L'Índia moderna

### Oposició dins de l'hinduisme
Els crítics assenyalen que els efectes de l'herència del varna dins les comunitats (Jatis), van portar a determinades comunitats a ser fonts d'influència, poder i economia, mentre que d'altres es van veure bloquejades i així es va proporcionar més influència per les jatis de classes més elevades i pobresa extrema per les jatis de classes més baixa i pels marginats de la societat, els descastats (dalit). En els últims 150 anys, s'han alçat moviments a l'Índia per sacsejar el jou econòmic i polític d'un sistema de classes heretades que va anar emergint amb el temps, i substituir-lo pel que creuen que és l'autèntic Varnashrama dharma tal com és descrit en el Veda.
Al Mahabharata, una escriptura religiosa, Yudhisthira (rei d'Indraprastha) és qüestionat per Yama (déu de la mort) sota la forma de Yaksha (esperit de la natura), sobre el que converteix a un individu en Braman. Yudhisthira, sense dubtar-ho, diu que és només la conducta el que converteix a un individu en Braman.
Ramananda, un asceta dels Sri Vaishnava sampradaya de Ramanuja, va acceptar tots els varnas com a deixebles seus. És sabut que Mirabai, Reina de Chittor del segle xv, va ignorar les distincions del varna i va triar al sabater Sant Rohidas, com el seu guru. Annamacharya, un famós poeta del segle xv, autor de la cançó Bramhamokkada, predica la igualtat de tots als ulls de Déu i condemna heretar l'estatus social com un fet no vèdic i proposa retornar al varnashrama dharma tradicional, el qual promou la igualtat i subratlla la importància de tots els varnas. Ramakrishna Paramahamsa, líder hinduista del segle xix, tampoc va reconèixer les distincions dels varnas i va rebre la seva primera almoina com a Braman d'una dona Sudra.
Swami Krishnananda, el deixeble més famós de Swami Sivananda i antic Secretari General de Societat Vida Divina (Divine Life Society), va escriure a la seva autobiografia el següent sobre l'herència de l'estatus social:
«Malgrat que el sistema de varnas va ser originalment desenvolupat com una classificació necessària dels drets humans amb la finalitat de preservar l'estabilitat orgànica de la societat, el seu significat original i el seu fonament filosòfic s'ha anat oblidant al llarg del temps, i va esdevenir en intolerància i fanatisme a través de l'egoisme, l'avarícia i l'odi, contraris a la pràctica de l'autèntica religió com a expressió social d'una aspiració espiritual interna d'ascendir gradualment, a través d'etapes, fins a Déu totpoderós. Vidura, famós pel Mahabharata, era fill d'una dona Sudra, però tenia el poder de convocar el fill de Brahma simplement amb el pensament. Quin braman ortodox pot aconseguir aquesta gesta sorprenent? Es, per tant, necessari per tothom tenir en consideració els fets de la unitat del món i la bona voluntat, tal com el gran Senyor menciona al Bhagavad Gita. Justícia és més que llei. Ningú no és per si mateix un braman, perquè està constituït dels cincs grans elements (terra, aigua, foc, aire i èter). En cas contrari, seria un pecat per part d'un fill consagrar a les flames, el cos sense vida d'un pare braman. Per tant, no és apropiat victimitzar un col·lega per un pla d'acció de cap comunitat religiosa unida a doctrines fonamentalistes.» 
Paramahansa Yogananda també s'oposa al que ell anomena estatus social heretat no vèdic tal com es coneix avui en dia. Va ensenyar que el varna es va originar en una edat més elevada, però es va anar degradant a causa de la ignorància i l'egoisme. Yogananda va dir:
«Aquestes eren (originalment) les designacions simbòliques de les etapes de refinament espiritual. No van ser concebudes com a categories socials. I no van ser concebudes per ser hereditàries. Les coses van canviar a mesura que els yugas [cicles de temps] van anar descendint cap a una foscor mental. Els individus de classes més elevades van voler assegurar-se que els seus descendents fossin acceptats com a membres de la seva pròpia classe. Per tant, la autoidentificació els va provocar la congelació de les antigues classificacions en el que és anomenat el "sistema de castes". Aquesta no va ser la intenció original. És evident, però, que la descendència d'un braman pot ser un sudra per naturalesa. I un camperol, de vegades, és un autèntic sant.» 